# Celostátní československé mistrovství 1949
Celostátní československé mistrovství 1949 byl 24. ročník československé fotbalové ligy.
Po nedokončeném ročníku 1948/1949 došlo v ligové soutěži k velké změně. Tehdejší politický režim (vládní strana KSČ) nařídil změnu hracího systému na „jaro – podzim“, který byl uplatňován například v SSSR. Ligová soutěž se tak odehrávala během jednoho roku. Liga dostala zároveň nový název Celostátní československé mistrovství.
Jednalo se o celkově 24. ročník československé ligy (včetně 6 ročníků v období protektorátu). Soutěž se opět hrála v počtu čtrnácti členů. Nováčky byla pětice Manet Považská Bystrica, Zbrojovka Brno, SK Kladno, Technomat Teplice a ATK Praha.
Došlo i ke střídání na mistrovské pozici. Poprvé po devatenácti letech se mistrem nestal nikdo z dvojice pražských „S“, tedy ani AC Sparta Praha, ani SK Slavia Praha. Titul (taktéž poprvé) putoval na Slovensko, a to Sokolu NV Bratislava.

## Konečná tabulka soutěže
| Poř.          | Tým                     | Z  | V  | R | P  | VG | OG  | TP  | B  |
| ------------- | ----------------------- | -- | -- | - | -- | -- | --- | --- | -- |
| Zlatá medaile | Sokol NV Bratislava     | 26 | 18 | 5 | 3  | 93 | 33  | +60 | 41 |
| 2.            | Bratrství Sparta        | 26 | 16 | 5 | 5  | 89 | 42  | +47 | 37 |
| 3.            | Železničáři Praha       | 26 | 14 | 5 | 7  | 80 | 50  | +30 | 33 |
| 4.            | ATK Praha               | 26 | 13 | 4 | 9  | 80 | 58  | +22 | 30 |
| 5.            | Dynamo Slavia Praha     | 26 | 14 | 2 | 10 | 71 | 54  | +17 | 30 |
| 6.            | Technomat Teplice       | 26 | 12 | 5 | 9  | 63 | 48  | +15 | 29 |
| 7.            | Slovena Žilina          | 26 | 11 | 6 | 9  | 48 | 56  | -8  | 28 |
| 8.            | Dynamo ČSD Košice       | 26 | 8  | 8 | 10 | 45 | 42  | +3  | 24 |
| 9.            | Kovosmalt Trnava        | 26 | 9  | 6 | 11 | 48 | 53  | -5  | 24 |
| 10.           | Sokol Škoda Plzeň       | 26 | 9  | 6 | 11 | 53 | 62  | -9  | 24 |
| 11.           | Sokol Trojice Ostrava   | 26 | 9  | 4 | 13 | 38 | 55  | -17 | 22 |
| 12.           | Zbrojovka Brno          | 26 | 6  | 5 | 15 | 47 | 94  | -47 | 17 |
| 13.           | Manet Považská Bystrica | 26 | 7  | 3 | 16 | 38 | 79  | -41 | 17 |
| 14.           | SONP Kladno             | 26 | 3  | 2 | 21 | 39 | 106 | -67 | 8  |

## Rekapitulace soutěže
| Československá Fotbalová liga 1949                   |                                                                                        |
|                                                      |                                                                                        |
| Ocenění                                              |                                                                                        |
| Vítěz                                                | Sokol NV Bratislava (1. titul)                                                         |
| Pohyb v soutěži                                      |                                                                                        |
| Sestupující do II. ligy                              | ZSJ Trojice Ostrava ZSJ Zbrojovka Židenice ZSJ Manet Považská Bystrica ZSJ SONP Kladno |
| Postupující do I. ligy                               | ZSJ ČSD Plzeň ZSJ OD Karlín ZSJ Vítkovické Železárny JTO Sokol Sparta Prešov           |
| Nejlepší střelec                                     |                                                                                        |
| Ladislav Hlaváček – ( Dynamo Slavia Praha) – 28 gólů |                                                                                        |

## Soupisky mužstev

### Sokol NV Bratislava
Ján Plško (-/0/-),
Theodor Reimann (25/0/-) –
Ján Arpáš,
Jozef Baláži (-/1),
Vlastimil Hlavatý (-/2),
Arnošt Hložek (-/0),
Karol Hrnčiar (-/0),
Jozef Jajcaj (-/0),
Josef Kajml (-/2),
Božin Laskov (-/17),
Miroslav Oprchal,
Emil Pažický (-/18),
Vlastimil Pokorný (-/2),
Vlastimil Preis (-/22),
Jozef Ružovič (-/0),
Vojtech Skyva (-/1),
Gejza Šimanský (-/17),
Viktor Tegelhoff (-/5),
Vladimír Venglár (-/1),
Michal Vičan (-/1) –
trenér Leopold Šťastný

### Bratrství Sparta Praha
Karel Čapek (13/0/-),
Zdeněk Roček (-/0/-) –
Jaroslav Bílek (-/8),
Lubomír Bláha (-/2),
Václav Blažejovský (-/4),
Jaroslav Cejp (-/18),
Josef Hronek (-/7),
Ján Karel (21/1),
Jaroslav Kodyš (-/...),
Václav Kokštejn (-/12),
Ladislav Koubek (-/2),
Jiří Kuchler (-/15),
Josef Ludl (-/1),
Oldřich Menclík (-/2),
Arnošt Pazdera,
Jan Říha (-/11),
Karel Senecký (-/0),
Jiří Střela (-/4) –
trenér Erich Srbek

### Železničáři Praha
Václav Pavlis (25/0/-) –
Oldřich Bílek (5/1),
Ladislav Fišer (19/0),
František Havlíček (25/2),
Miloslav Charouzd (5/1),
Václav Jíra (21/0),
František Koubek (1/0),
Josef Kvapil (22/7),
Josef Martínek (11/0),
Ladislav Müller (8/9),
Jiří Pešek (25/22),
František Pikeš (2/0),
Ferdinand Plánický (22/11),
Jiří Rubáš (24/0),
Karel Tomáš (17/15),
Josef Vedral (26/1),
Jiří Žďárský (22/8) –
trenér Antonín Lanhaus

### ATK Praha
André Houška (-/0/-),
Alois Jonák (-/0/-),
Antonín Palán (-/0/-) –
Gustáv Bánovec (-/0),
Josef Crha (-/0),
Rudolf Galbička (-/2),
Richard Grochol (-/0),
Zdeněk Haisl (10/7),
Jiří Hejský (-/0),
Ota Hemele (-/21),
Zdeněk Hippmann (-/...),
Andrej Iľko (-/0),
František Ipser (-/0),
Anton Krásnohorský (-/0),
Josef Majer (-/5),
Ladislav Müller (-/7),
Jozef Podhorec (-/0),
Ladislav Putyera (-/13),
Zdeněk Sobotka (-/5),
Václav Sršeň (-/10),
Antonín Španinger (-/0),
Jaroslav Tauer (-/0),
Boris Timkanič (-/1),
Karel Tomáš (-/2),
Jiří Trnka (-/2),
Josef Vaněk (-/3),
Jaroslav Zemánek (-/...),
Vladimír Zuna (-/1),
Miroslav Zuzánek(-/0) –
trenér Ladislav Ženíšek

### Dynamo Slavia Praha
Emil Kabíček (-/0/-),
Karel Randáček (-/0/-) –
František Benda (-/4),
Josef Bican (-/0),
Antonín Bradáč (-/15),
Josef Dřevikovský (-/1),
Josef Forejt (-/10),
Jiří Hanke (-/0),
Ladislav Hlaváček (-/28),
Josef Huml (-/1),
Stanislav Jelínek (-/1),
Miloslav Kammermayer (-/0),
Vlastimil Kopecký (-/5),
Antonín Kořínek (-/0),
Gustav Nejedlý (-/0),
Rudolf Šmejkal (-/1),
František Štěpán (-/0),
Bohumil Trubač (-/4),
František Veselý (5/0),
František Vlk (-/1) –
trenér Jan Reichardt

### Technomat Teplice
Vlastimil Havlíček (21/0/5),
Josef Hrdlička (3/0/0),
J... Choutka (1/0/0),
Ladislav Tikal (1/0/0) –
Miroslav Cikánek (7/0),
František Hampejs (20/2),
Alois Hlinka (13/4),
Antonín Houdek (22/0),
Vlastimil Chobot (24/0),
Oldřich Chudoba (9/0),
Josef Janík (13/4),
Václav Kaftan (1/1),
Ladislav Kareš (23/16),
Miloslav Malý (25/3),
Jiří Pacenhauer (14/15),
Josef Pravda (21/9),
Gábor Rákoczi (3/0),
Josef Sýkora (26/0),
Václav Volek (14/5),
Josef Vostrý (25/4) –
trenér Rudolf Vytlačil

### Slovena Žilina
Ivan Kružliak (-/0/-),
Štefan Lešický (-/0/-) –
Jozef Bielek (-/2),
Josef Cíha (-/1),
Rudolf Drexler (-/1),
Ladislav Ganczner (-/6),
Vladimír Holiš (-/1),
Vojtech Jankovič (-/1),
Karel Kocík (-/15),
Anton Kopčan (-/0),
Anton Moravčík (-/3),
Dalibor Pečalka (-/1),
Emil Stalmašek (-/5),
Ľudovít Szabó (-/0),
Ondrej Šedo (-/0),
Eugen Šeffer (-/0),
Ľudovít Šterbák (-/0),
Oldřich Šubrt (-/8),
... Tesár (-/1),
... Vajda (-/0),
Vojtech Zachar (-/3),
Ján Zvara (-/0) –
trenér Antal Mally

### Dynamo ČSD Košice
Ladislav Beller (-/0/-),
Karol Haas (-/0/-),
František Matys (-/0/-) –
Tibor Čiták (-/1),
Vojtech Čiták (-/7),
Karol Dobay (-/9),
Ján Gajdoš (-/3),
Jozef Gašparík (-/0),
František Greškovič (-/3),
Jozef Hučka (-/0),
Jozef Ivan (-/2),
Jozef Kertész (13/1),
Miloš Klimek (-/2),
Ladislav Labodič (26/1),
Ondrej Nepko (-/3),
Ján Polgár (-/8),
Alexander Pollák (-/1),
Jozef Steiner (-/0),
Ľudovít Schimara (-/0),
Gejza Tesár (-/0),
Tibor Weiss (-/1),
Rudolf Zibrínyi (-/1) –
trenéři Ferenc Szedlacsek (1.–13. kolo) a Arpád Regecký (14.–26. kolo)

### Kovosmalt Trnava
Imrich Stacho (-/0/-),
Karol Štajer (-/0/-) –
Michal Benedikovič (-/0),
František Bolček (-/0),
Rudolf Galbička (-/0),
Jozef Hagara (-/0),
Štefan Ištvanovič (-/5),
Viliam Jakubčík (-/5),
... Jurča (-/0),
... Kiss (-/0),
Ján Klein (-/1),
... Kodaj (-/0),
Karol Kohúcik (-/2),
Jaroslav Kubovič (-/0),
Anton Malatinský (-/3),
Jozef Marko (-/1),
... Mečiar (-/0),
Štefan Mezőlaky (19/9),
... Molnár (-/0),
Štefan Pšenko (-/0),
Karol Tibenský (-/5),
Rudolf Vokoun (-/8),
Ľudovít Zelinka (-/6) + 3 branky z kontumovaného utkání s Bohemians (hráno 10. 7. 1949 v Praze s výsledkem 4:0 pro Bohemians) –
trenér Anton Malatinský

### Sokol Škoda Plzeň
Jan Benedikt (-/0/-),
Emil Folta (-/0/-) –
František Berka (-/0),
Jaroslav Böhm (-/4),
Jan Fábera (-/0),
Ladislav Fikrle (-/0),
František Formánek (-/1),
Josef Honomichl (-/6),
Vladimír Perk (-/8),
Rudolf Sloup (-/3),
Zdeněk Sloup (-/3),
Karel Süss (-/4),
Emil Svoboda (-/20),
Václav Svoboda (-/0),
Josef Šnajdr (-/1),
Jindřich Švajner (-/3) –
trenér ...

### Sokol Trojice Ostrava
Jaroslav Aniol (6/0/1),
Svatopluk Schäfer (20/0/0) –
Drahomír Broskevič (8/7),
František Drga (21/9),
Ľudovít Dubovský (20/3),
Oldřich Foldyna (22/0),
Richard Grochol (4/0),
František Kaločík (26/0),
Ladislav Kaňak (7/0),
Miloslav Kaupa (2/0),
Stanislav Mohyla (25/7),
Ladislav Reček (22/1),
Josef Sousedík (15/2),
Ladislav Šamberger (6/1),
Jaroslav Šimonek (26/1),
Ludvík Urbanec (10/0),
Josef Vnenk (20/0),
Miroslav Volek (1/0),
Miroslav Wiecek (21/6) –
trenéři Miroslav Bartoš a František Bičiště

### Zbrojovka Brno
Karel Kopecký (26/0/2) –
Pavel Antl (25/9),
Slavomír Bartoň (20/0),
... Bednář (10/0),
František Buchta (15/1),
František Čejka (24/1),
Jaroslav Červený II (2/0),
Jindřich Holman (16/2),
... Kadlec (3/1),
Karel Kohlík (7/0),
Rudolf Krejčíř (19/11),
František Moos (20/7),
... Přikryl (1/0),
Karel Plšek (2/0),
Eduard Schön (14/0),
Bohuslav Sláma (8/1),
František Smítal (13/6),
Karel Trnka (9/2),
Eduard Vaněk (13/0),
Vladimír Vrzal (9/0),
Jaroslav Zahradník (6/2),
František Zapletal (26/2)
+ 1 vlastní branka Josefa Sýkory (Teplice) –
trenér Jan Smolka

### Manet Považská Bystrica
Jozef Blaho (-/0/-),
Milan Filus (-/0/-),
Ján Gogoľ (-/0/-) –
František Bartal (-/12),
Bohuslav Bílý (-/6),
... Čudek (-/0),
Rudolf Galbička (-/1),
... Hroznár (-/0),
Vlastimil Ipser (-/0),
... Kádár (-/0),
Emil Kálnay (-/2),
... Kordoš (-/0),
Augustín Kostolník (-/4),
Karol Kreibich (-/1),
Ľudovít Magdolen (-/0),
Jozef Mužík (-/0),
Miroslav Petrášek (-/8),
Jiří Polák (-/1),
Eduard Stráňovský (-/1),
Michal Szász (-/0),
Alois Šmejkal (-/0),
Milan Tatiersky (-/1),
František Trutz (-/1) –
trenér Jozef Samek

### SONP Kladno
Jan Biskup (-/0/-),
Jan Dědič (-/0/-),
Oldřich Šťastný (-/0/-) –
Stanislav Bacílek (-/0),
Vladimír Carvan (-/3),
Vladimír Čermák (-/0),
Vratislav Fikejz (-/1),
Vladimír Fous (-/3),
Zdeněk Jeřábek (-/0),
Jaroslav Liška (-/1),
Eduard Möstl (-/0),
Václav Mrázek (-/7),
Václav Peták (-/3),
Jaroslav Procházka (-/0),
Stanislav Přibyl (-/4),
Vojtěch Rašplička (-/0),
Jan Seidl (-/5),
Karel Sklenička (-/0),
Václav Souček (-/0),
Václav Šofr (-/3),
Václav Sršeň (-/4),
Zdeněk Šrotýř (-/1),
František Zika (-/0) –
trenér Karel Kraus

## Vývoj v názvech českých a slovenských klubů
| Název v sezoně 1949 | Název po sezoně 1949 |
| ------------------- | -------------------- |
| Sparta Dukla Prešov | Dukla Prešov         |